# فرید امیری
فرید امیری (زاده ۴ دی ۱۳۷۴) بازیکن فوتبال اهل ایران است که هم‌اکنون برای باشگاه فوتبال پیکان در لیگ برتر خلیج فارس بازی می‌کند. وی برادر کوچکتر وحید امیری است.
وی سابقه بازی در تیم‌های خیبر خرم‌آباد، استقلال خوزستان، گل ریحان البرز، شمس آذر، سپیدرود رشت و فولاد نوین را در کارنامه دارد.